# لیا اوسیپیان
لیا لوونی اوسیپیان (ارمنی: Լիա Լևոնի Օսիպյան؛ انگلیسی: Lia Osipian؛ زادهٔ ۱۵ ژانویهٔ ۱۹۳۰) گیاه‌شناس، قارچ‌شناس و فیزیولوژیست اهل ارمنستان است.

## زندگی‌نامه
اوسیپیان در ۱۵ ژانویهٔ ۱۹۳۰ در ایروان به دنیا آمد. تاتیانا هوسپیان خواهر وی می‌باشد. وی بین سال‌های ۱۹۴۷ تا ۱۹۵۲ در دانشگاه دولتی ایروان تحصیل نمود و پس از فارغ‌التحصیلی به عنوان دستیار و مدرس در همان دانشگاه مشغول به کار شد تا اینکه در سال ۱۹۷۰ دکترای خود را در رشته علوم زیستی دریافت کرد. وی در سال ۱۹۷۱ استاد گروه گیاه‌شناسی در دانشکده گیاه‌شناسی دانشگاه دولتی ایروان شد. اوسیپیان دو مرتبه، از سال ۱۹۸۶ تا ۱۹۹۰ و از ۱۹۹۹ تا ۲۰۰۲، به عنوان رئیس دانشکده زیست‌شناسی خدمت نموده است. در سال ۱۹۹۶، اوسیپیان به عضویت کامل آکادمی ملی علوم ارمنستان درآمد و عنوان افتخاری دانشمند شایسته جمهوری ارمنستان را کسب نموده است. وی در طول دوران تحصیلی خویش، سرپرست تز دکتری بیش از ۲۰ دانشجو بوده است.
در سال ۲۰۲۲ گونه‌ای قارچ تازه کشف‌شده از ایران به نام Sphaerulina osypianiae به نام وی نامگذاری شد.
وی همچنین برنده دانشمند شایسته ارمنستان شوروی (۱۹۸۱) شده است.